# M/S Mälar Victoria
M/S Mälar Victoria (ofta bara M/S Victoria) är Ångfartygs AB Strömma Kanals största och modernaste fartyg. Hon döptes av Drottning Silvia den 4 maj 1984.